# セルジオ・オリヴェイラ
セルジオ・オリヴェイラ（Sérgio Oliveira, 1992年6月2日 - ）は、ポルトガル・アヴェイロ県サンタ・マリア・ダ・フェイラ出身のサッカー選手。スュペル・リグ・ガラタサライSK所属。ポルトガル代表。ポジションはMF。

## 経歴

### クラブ
地元クラブでプレーを始め、2002年に10歳でFCポルトのアカデミーに入団した。アカデミー在籍中の2009年10月17日、タッサ・デ・ポルトガル・セルタネンセFC戦に出場しクラブの最年少記録を17歳4ヶ月15日に更新。またアシストも記録し4-0の大勝に貢献した。11月24日、クラブと最初のプロ契約を結んだ。契約は2012年6月までで3000万ユーロのバイアウト条項が付いている。
2010年8月17日、プリメイラ・リーガのSCベイラ・マルにレンタル移籍することが発表された。10月23日のFCパソス・デ・フェレイラでリーグ戦初出場を飾った。2011-12シーズンからヴィトール・ペレイラ監督が就任すると余剰戦力と見なされ、シーズン中2度レンタルに出された。
2017-18シーズンは、公式戦27試合4得点を記録してリーグ優勝に貢献した。2018年9月12日、クラブと2021年までの契約を締結した。2019年1月31日、PAOKテッサロニキにシーズン終了までのレンタルで移籍した。
2022年1月13日、ASローマに買取オプション付きのレンタルで移籍した。1月16日、カリアリ・カルチョ戦に先発出場し移籍後初出場を果たすと、PKから移籍後初ゴールを挙げた。2022年7月9日、ガラタサライSKに移籍することが発表された。
ガラタサライ退団直後、オリヴェイラはギリシャのトップリーグ所属のオリンピアコスFCに加入した。 2025年2月19日、彼はカンピオナート・ブラジレイロ・セリエAのスポルチ・レシフェと2026年12月までの契約を結んだ。

### 代表
アンダー世代のポルトガル代表歴がある。2010年のUEFA U-19欧州選手権では1ゴールを記録した。チェコで開催されたUEFA U-21欧州選手権2015ではチームキャプテンを務めた。
2018年9月、ポルトガル代表に初招集されると、9月6日のクロアチア代表戦で代表デビューを果たした。
2021年、EURO2020に出場するポルトガル代表メンバーに選出され、2試合に出場した。

## タイトル

### クラブ
FCポルト
- プリメイラ・リーガ：2017-18, 2019-20
- タッサ・デ・ポルトガル：2019-20
- スーペルタッサ・カンディド・デ・オリベイラ：2018, 2020

PAOK
- ギリシャ・スーパーリーグ：2018-19
- キペロ・エラーダス：2018-19

ASローマ
- UEFAヨーロッパカンファレンスリーグ : 2021-22